# Kehtna kommun
Kehtna kommun (estniska: Kehtna vald) är en kommun i landskapet Raplamaa i mellersta Estland. Kommunen ligger cirka 70 kilometer söder om huvudstaden Tallinn. Köpingen Järvakandi är kommunens centralort.
Den 20 oktober 2017 uppgick köpingen Järvakandi i kommunen efter att tidigare ha utgjort en egen kommun.

## Orter
I Kehtna kommun finns en köping, fem småköpingar samt 43 byar.

### Köpingar
- Järvakandi (centralort)

### Småköpingar
- Eidapere
- Lelle
- Keava
- Kehtna
- Kaerepere

### Byar
- Ahekõnnu
- Ellamaa
- Haakla
- Hertu
- Hiie
- Ingliste
- Kaerepere
- Kalbu
- Kehtna-Nurme
- Kastna
- Kenni
- Koogimäe
- Koogiste
- Kumma
- Kõrbja
- Käbiküla
- Kärpla
- Laeste
- Lalli
- Lau
- Lellapere
- Lellapere-Nurme
- Linnaaluste
- Lokuta
- Metsaääre
- Mukri
- Nadalama
- Nõlva
- Ohekatku
- Pae
- Palasi
- Paluküla
- Põllu
- Põrsaku
- Reonda
- Rõue
- Saarepõllu
- Saksa
- Saunaküla
- Selja
- Sooaluste
- Valtu-Nurme
- Vastja